# 羰基硫
羰基硫（化学式：OCS）又称氧硫化碳、硫化羰，通常状态下为有臭鸡蛋气味的无色气体。它是一个结构上与二硫化碳和二氧化碳类似的无机碳化合物，气态的OCS分子为直线型，一个碳原子以两个双键分别与氧原子和硫原子相连。
羰基硫性质稳定，但会与氧化剂强烈反应，水分存在时也会腐蚀金属。可燃。有毒，但与硫化氢一样，会使人对其在空气中的浓度产生低估。

## 制取
羰基硫首先由J. P. Couërbe在1841年制得，但Couërbe将它误认为是硫化氢和二氧化碳的混合物。1867年，Carl von Than首先对羰基硫进行了分析。
目前羰基硫主要通过下面六种方法制取：
- 常压、350－450℃和金属硫化物（如硫化镍、硫化钾、硫化钠）催化下，由摩尔比为3-5:1的一氧化碳与硫磺气相反应制取。反应0.5－2min，产率可在90%以上。温度超过1200K时，羰基硫分解为一氧化碳和硫。
- 1.27MPa、125－130℃下，以丁醇为溶剂，用乙酸钠催化一氧化碳和硫磺的反应而得。反应产率约90%。

{\displaystyle {\rm {CO+S\rightarrow COS\,}}}
- 由二硫化碳与尿素在120-160℃下反应制取。反应产率可达90%－98%。
- 由二氧化硫和一氧化碳在760－980℃和木炭催化下反应制取。
- 由硫化氢和二氧化碳在常压，250－400℃和碳酸钠、硫酸钾等催化剂存在下反应制取。
- 实验室中通常用粉状硫氰酸钾／硫氰酸铵和浓硫酸反应制取羰基硫。这个反应会产生大量的副产物，生成的气态羰基硫经氢氧化钠吸收，冷却，在液氦温度下冷冻抽空提纯。[2]

{\displaystyle {\rm {KSCN+2H_{2}SO_{4}+H_{2}O\rightarrow KHSO_{4}+NH_{4}HSO_{4}+COS\,}}}

## 存在及应用
空气中的羰基硫是全球硫循环中的一环：火山爆发和深海热液喷口中都会产生羰基硫，羰基硫也以0.5 (±0.05) ppb的浓度微量存在于大气中。羰基硫也是合成气的主要含硫杂质之一。大气中的羰基硫在平流层中被氧化为硫酸。
星际介质中也检测到了羰基硫的存在。
奶酪和卷心菜亦会产生少量的羰基硫。羰基硫在粮食和种子中的含量一般在0.05-0.1 mg/kg之间。
羰基硫可替代溴甲烷和磷化氢而被用作熏蒸剂。有机合成中，用于合成硫代酸、取代噻唑、杀虫剂巴丹、除草剂燕麦敌、杀草丹等。石化工业中用作在线仪表的校正气、标准气。
由于早期的地球上火山遍布地表，火山爆发非常频繁，因此羰基硫也被认为是早期地球大气中的组分之一。最近的研究中，Scripps和Salk研究所的研究人员在有／无空气和其他物质（比如金属离子）的条件下，分别将羰基硫通入含有氨基酸的水溶液中，使其在温和的条件下发生反应，然后在剧烈反应数分钟后分析产物，结果发现每种环境下都有产率非常高的二肽、三肽和四肽生成。这显示了羰基硫对氨基酸缩合形成多肽的反应有催化作用，从而在一定程度上对米勒-尤列实验中产生的氨基酸如何缩合进行了解释，为生命起源理论补上了重要的一环。

## 延伸阅读
- Beck, M. T.; Kauffman, G. B. . Polyhedron. 1985, 4 (5): 775–781. doi:10.1016/S0277-5387(00)87025-4.
- Crutzen, P. . Geophys. Res. Lett. 1976, 3: 73–76. doi:10.1029/GL003i002p00073.
- Svoronos P. D. N., Bruno T. J. . Industrial & Engineering Chemistry Research. 2002, 41 (22): 5321–5336. doi:10.1021/ie020365n.